# Rock 'n' Soul Museum
De Rock 'n' Soul Museum is een museum in Memphis, Tennessee, dat zich richt op de oorsprong van de rock- en soulmuziek.

## Geschiedenis
Het museum ontstond uit een onderzoek vanaf 1990 door het National Museum of American History (NMAH, Smithsonian Institution) naar de oorsprong van de Amerikaanse muziek. Het onderzoek werd uitgevoerd ter herinnering aan het 150-jarig bestaan van het Smithsonian in 1996 en leidde tot een reizende muziektentoonstelling. Uiteindelijk keerde het terug naar de Zuidoost-Amerikaanse delta en naar Memphis, die het instituut tot de bakermat van de Amerikaanse muziek rekent. In augustus 2004 betrok het definitief een vestiging in Memphis.

## Halls of Fame
Het museum beheert onder meer een Rock 'n' Soul Hall of Fame. Hierin werden onder meer saxofonist Ace Cannon (2000) en musicus en producent Ray Harris (voor 2003) opgenomen. Onder deze naam worden jaarlijks ook muziekprijzen uitgereikt. Gelijknamig, is er ook een Rock 'n' Soul Hall of Fame in Cleveland en in East End.
Gesponsord door het Smithsonian, startte het Rock 'n' Soul Museum in 2012 met de organisatie van de Memphis Music Hall of Fame. In het eerste jaar werden vijfentwintig artiesten opgenomen. Het jaar erop volgden veertien.

## Museumstukken

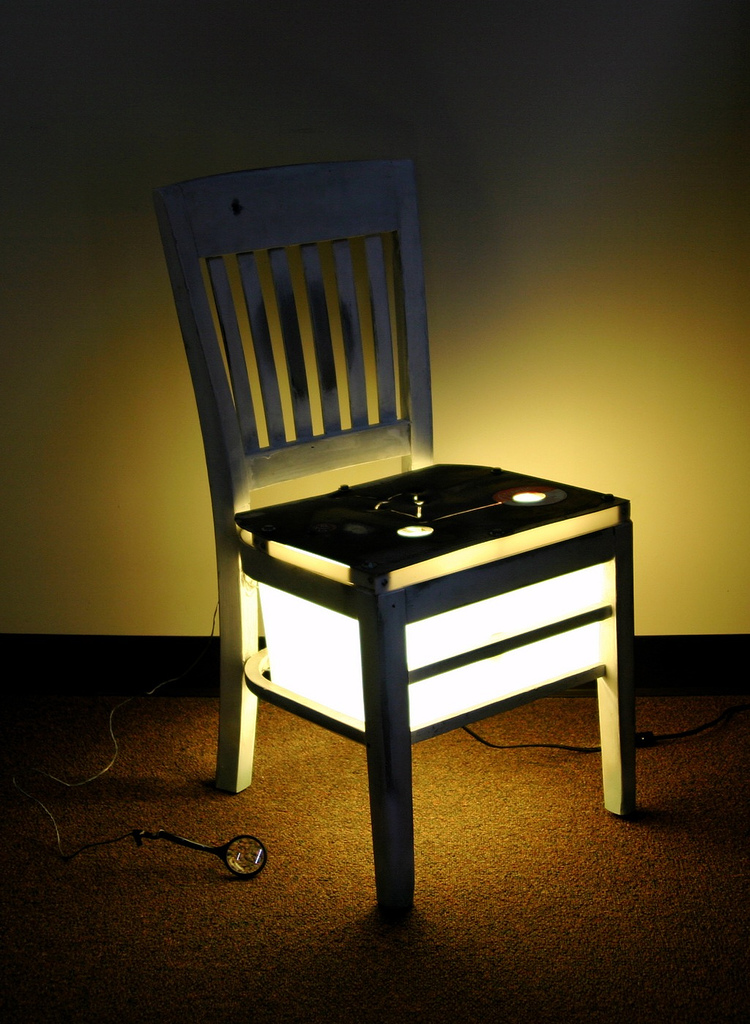
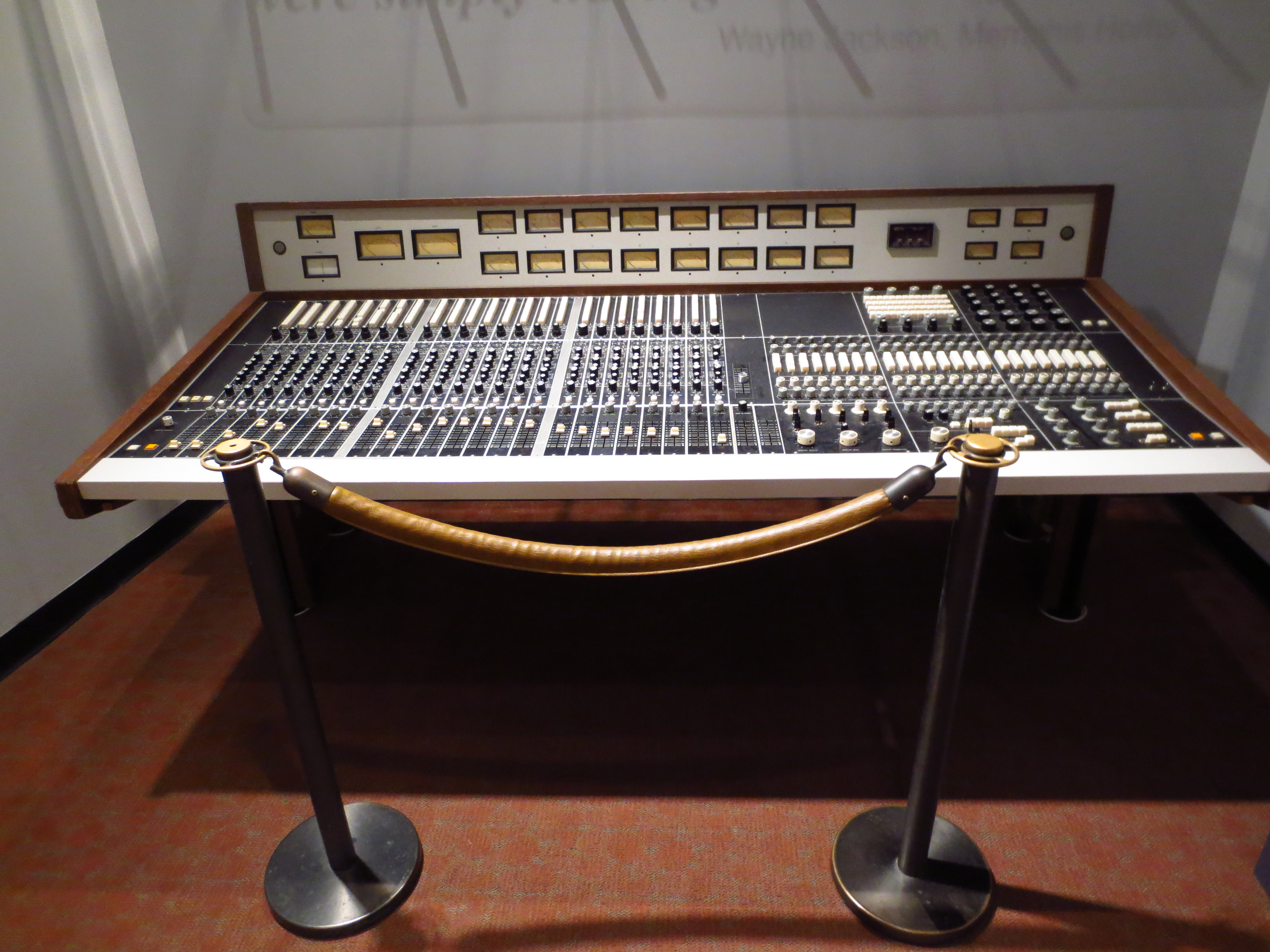